# Bioresmetrine
Bioresmetrine, de triviale naam voor 5-benzyl-3-furylmethyl-(1R,3S)-2,2-dimethyl-3-(2-methylprop-1-enyl)cyclopropaancarboxylaat, is een organische verbinding met als brutoformule C22H26O3. Het is een gele stroperige vloeistof of pasta met een kenmerkende geur. In uiterst zuivere toestand is de stof kleurloos. Bioresmetrine is onoplosbaar in water. Ze is zeer giftig voor waterorganismen.
Bioresmetrine heeft een isomerische cis-vorm, cismetrine.